# Établissement rural de Nimenga
L'établissement rural de Nimenga (en russe : Нименьгское се́льское поселе́ние) est une municipalité rurale  du raïon d'Onega dans l'obast d'Arkhangelsk, en Russie. Son chef-lieu est le hameau de Nimenga.

## Géographie
L'établissement rural se situe dans le raïon d'Onega, un des raïons de l'oblast, avec la ville d'Onega comme centre administratif. Le raïon se trouve dans le nord-ouest de l'oblast d'Arkhangelsk, un sujet de Russie européenne qui fait partie du district fédéral du Nord-Ouest. 

## Politique et administration

### Statut
La municipalité est un établissement rural, formée en 2006, avec comme chef-lieu le hameau de Nimenga. 

### Localités
L'établissement rural comprend 8 localités.

## Population
Recensements (*) et estimations de la population,:
| 2010* | 2021* | 2023 | - |
| ----- | ----- | ---- | - |
| 1 163 | 642   | 612  | - |